# Are U Gonna Tell Her?
"Are U Gonna Tell Her?" (estilizada em maiúsculas e minúsculas) é uma canção da cantora e compositora sueca Tove Lo, com o cantor brasileiro MC Zaac. Foi lançada em 27 de novembro de 2019, como sexto single do quarto álbum de estúdio de Lo, Sunshine Kitty (2019).

## Antecedentes e composição
"Are U Gonna Tell Her?" foi escrita por Lo, ao lado de Jakob Jerlström, Ludvig Soderberg, Zaac, Umberto Tavares e Jefferson Junior, com produção a cargo do duo sueco The Struts. Em uma entrevista para a Apple Music, Lo disse como a música e a colaboração surgiram: "Esta música saiu de uma sessão de gravação experimental quando estava bêbada com Ludvig e Jakob. Eles tocaram a faixa e eu disse: ‘Isso é bom pra caralho. O que faremos com isso?’ A música é sobre uma conexão de culpa e cometer erros, sobre infidelidade. Eu realmente queria trabalhar com um artista brasileiro porque tenho muito amor pelo Brasil; MC Zaac era alguém que muita gente recomendava. Ouvimos a música dele e sentimos que sua voz seria perfeita. Foi complicado porque ele não fala inglês nem ninguém da equipe dele. Acabamos encontrando alguém para traduzir uma sessão muito interessante no FaceTime.”
"Are U Gonna Tell Her?" constrói em torno de um riff de sintetizador frenético, e as ocasionais interjeições altamente registradas de MC Zaac adicionam tensão. Tove canta o primeiro verso, descrevendo seu desejo de estar com esse cara. Ela canta com MC Zaac no pré-refrão cheio de onomatopeias, então Tove canta um refrão delicado. Mas as letras apresentam a vergonha: eles ficaram, mas ele tem namorada... ele vai confessar o que aconteceu? MC Zaac canta o segundo verso inteiramente em português, descrevendo Tove como perigosa. É uma faixa curta, mas hipnótica.

## Alinhamento de faixas
| Download digital |                                                       |         |  |
| N.º              | Título                                                | Duração |  |
| 1.               | "Are U Gonna Tell Her?" (com participação de MC Zaac) | 2:38    |  |

| Download digital & streaming – Heavy Baile Remix |                                                                           |         |  |
| N.º                                              | Título                                                                    | Duração |  |
| 1.                                               | "Are U Gonna Tell Her? (Heavy Baile Remix)" (com participação de MC Zaac) | 2:44    |  |

## Videoclipe
O vídeo da letra de "Are U Gonna Tell Her?" foi enviado ao canal oficial de Lo no YouTube em 14 de novembro de 2019. O vídeo lírico mostra Tove dançando em frente a um grande edifício sob o brilho das luzes noturnas. Ela também dança no que parece ser uma piscina vazia, iluminada por uma luz azul. MC Zaac aparece em seu estúdio e sentado em uma escada, geralmente em preto e branco. Ao longo do vídeo, a letra da música aparece na parte inferior da tela, no estilo karaokê.
O videoclipe oficial da faixa foi lançado em 29 de janeiro de 2020. No clipe, Lo segue dois amantes desavisados durante sua aventura sexual explosiva em um restaurante pitoresco em São Paulo, Brasil.
O videoclipe começa com um casal em crise entrando num restaurante flutuante. Ali, a garota estabelece uma conexão sensual – transformada numa coreografia extasiante e “em chamas” – com um dos funcionários do local. Tudo isso sob os olhos da cantora e do funkeiro. Os personagens recatados - uma mulher em um encontro com um homem furioso e um homem servindo as mesas - olham uns aos outros com desconfiança no local, , "a tensão está aumentando com as bebidas" com as batidas pulsantes e hipnóticas e as vibrações "bum, bum, bum, bum, bum", canta Zaac. A mulher vai até ele, e os dois embarcam em seu encontro picante no chão do restaurante e nas mesas dos clientes, seus movimentos fluidos tirando uma página de um caderno de capoeira de origem afro-brasileira enquanto mantêm seu brilho sexual. "Nossos corpos emaranhados na luz roxa / Estamos fazendo amor, desmaiados, estamos muito bem esta noite", Tove Lo narra durante todo o refrão de sua posição empoleirada nas mesas das pessoas.
A direção é de Gustavo Moraes e Marcos Lafer, o duo brasileiro Alaska Filmes. Sobre o trabalho, Tove declara: “O Brasil tem um lugar muito especial no meu coração. Ter a chance de gravar esse clipe em São Paulo, com equipe e elenco compostos por brasileiros, foi MUITO incrível! Eu estou trabalhando no meu português! Ao duo de diretores Alaska Filmes: vocês são verdadeiros gênios! Eu acho que esse vídeo é simplesmente PERFEITO e sou muito grata a todos os envolvidos no desenvolvimento dessa obra de arte.”